# L.T.C. 't Loo
De L.T.C. 't Loo is een tennisvereniging in De Lier, Zuid-Holland, Nederland. De vereniging is opgericht in 1970 en beschikte in de eerste jaren over drie tennisvelden. Later werd het aantal banen uitgebreid tot zeven en later nog eens tot tien. Vanaf het begin werd er gespeeld op een gravel, dat na zo'n 30 jaar werd vervangen door smashcourt. Het aantal leden van de vereniging bedroeg in 2011 900.
In de beginjaren was de vereniging gehuisvest in een oude varkensschuur. Omdat dit weinig representatief was werd er gezocht naar een vervangend gebouw, dat gevonden werd in een oud noodgebouw van de ABN, dat voor weinig gekocht kon worden en dat na plaatsing gedeeld werd met de aangrenzende handbalvereniging. Tot 2001 heeft dit gebouw dienstgedaan totdat het vervangen werd door een nieuw complex.
Richard Krajicek was in zijn jeugd lid was van de vereniging.